# Австрія на Євробаченні Юних Музикантів
Австрія брала участь у Євробаченні юних музикантів, що проводиться кожні два роки, двадцять разів з моменту свого дебюту в 1982 році, вигравши конкурс шість разів: у 1988 1998, 2002, 2004, 2014, 2024 роках. що робить її найуспішнішою країною на конкурсі. Австрія була країною-господаркою конкурсу шість разів: 1990, 1998, 2006, 2008, 2010 та 2012, всі рази у Відні.

## Учасники
Умовні позначення
     Переможець
     Друге місце
     Третє місце
     Не пройшла до фіналу
     Участь скасовано
     Не брала участі
| Рік                               | Місце проведення | Учасник                        | Інструмент | Результат                  | Півфінал       |
| --------------------------------- | ---------------- | ------------------------------ | ---------- | -------------------------- | -------------- |
| 1982                              | Манчестер        | Леонард Кубіжек                | Кларнет    | -                          | Без півфіналів |
| 1984                              | Женева           | Гіслейн Флейшман               | Скрипка    | -                          | Без півфіналів |
| 1986                              | Копенгаген       | Ґюнтер Фогльмайр               | Флейта     | Не вдалося кваліфікуватися | -              |
| 1988                              | Амстердам        | Юліан Рахлін                   | Скрипка    | 1                          | -              |
| 1990                              | Відень           | Крістін Хігер                  | Фортепіано | -                          | -              |
| 1992                              | Брюссель         | Андреас Шаблас                 | Кларнет    | -                          | -              |
| 1994                              | Варшава          | Бернард Хуфнагл                | Тромбон    | Не вдалося кваліфікуватися | -              |
| 1996                              | Лісабон          | Лідія Байч                     | Скрипка    | 2                          | -              |
| 1998                              | Відень           | Лідія Байч                     | Скрипка    | 1                          | -              |
| 2000                              | Берген           | Мартін Грубінгер               | Ударні     | -                          | -              |
| 2002                              | Берлін           | Далібор Карвай                 | Скрипка    | 1                          | -              |
| 2004                              | Люцерн           | Олександра Сумм                | Скрипка    | 1                          | -              |
| 2006                              | Відень           | Даніела Кох                    | Флейта     | -                          | -              |
| 2008                              | Відень           | Сол Деніел Кім                 | Віолончель | Не вдалося кваліфікуватися | -              |
| 2010                              | Відень           | Марі-Крістін Клеттнер          | Скрипка    | Не вдалося кваліфікуватися | -              |
| 2012                              | Відень           | Еммануїл Тьєкнаворян           | Скрипка    | 2                          | -              |
| 2014                              | Кельн            | Зію Хе                         | Скрипка    | 1                          | Без півфіналів |
| 2016                              | Кельн            | Домінік Вагнер                 | Контрабас  | 3                          | Без півфіналів |
| Не брала участі в 2018-2020 роках |                  |                                |            |                            |                |
| 2022                              | Монпельє         | Олександр Свєтницький-Еренрайх | Кларнет    | -                          | Без півфіналів |
| 2024                              | Буде             | Леонхард Баумгартнер           | Скрипка    | 1                          | Без півфіналів |

## Країна-господар
| Рік  | Місто  | Місце                                                      | Ведучі                                           |
| ---- | ------ | ---------------------------------------------------------- | ------------------------------------------------ |
| 1990 | Відень | Віденська філармонія                                       | Герхард Тетшингер                                |
| 1998 | Відень | Віденський Концертгаус                                     | Юліан Рахлін                                     |
| 2006 | Відень | - Півфінал: Віденський Концертгаус - Фінал: Ратгаусплац    | Мікаель Островський                              |
| 2008 | Відень | - Півфінал: Theater an der Wien - Фінал: Ратгаусплац       | Лідія Байч та Крістоф Вагнер-Тренквіц            |
| 2010 | Відень | - Півфінал: ORF Funkhaus Wien studios - Фінал: Ратгаусплац | Крістоф Вагнер-Тренквіц                          |
| 2012 | Відень | - Півфінал: Зал Шуберта - Фінал: Ратгаусплац               | - Півфінал: Пія Штраус - Фінал: Мартін Грубінгер |

## Галерея

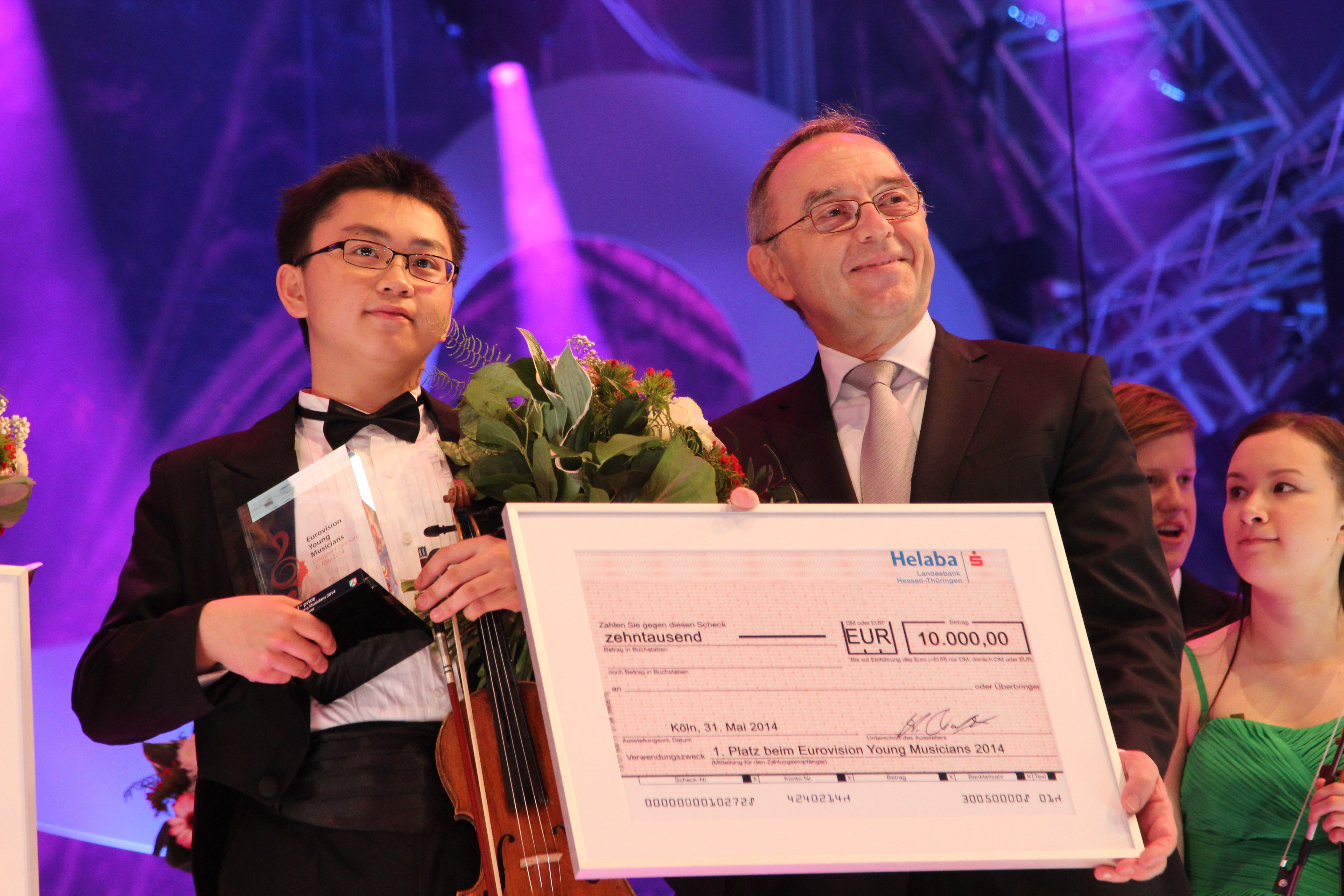
Переможець Євробачення Юних Музикантів 2014 — Зію Хе
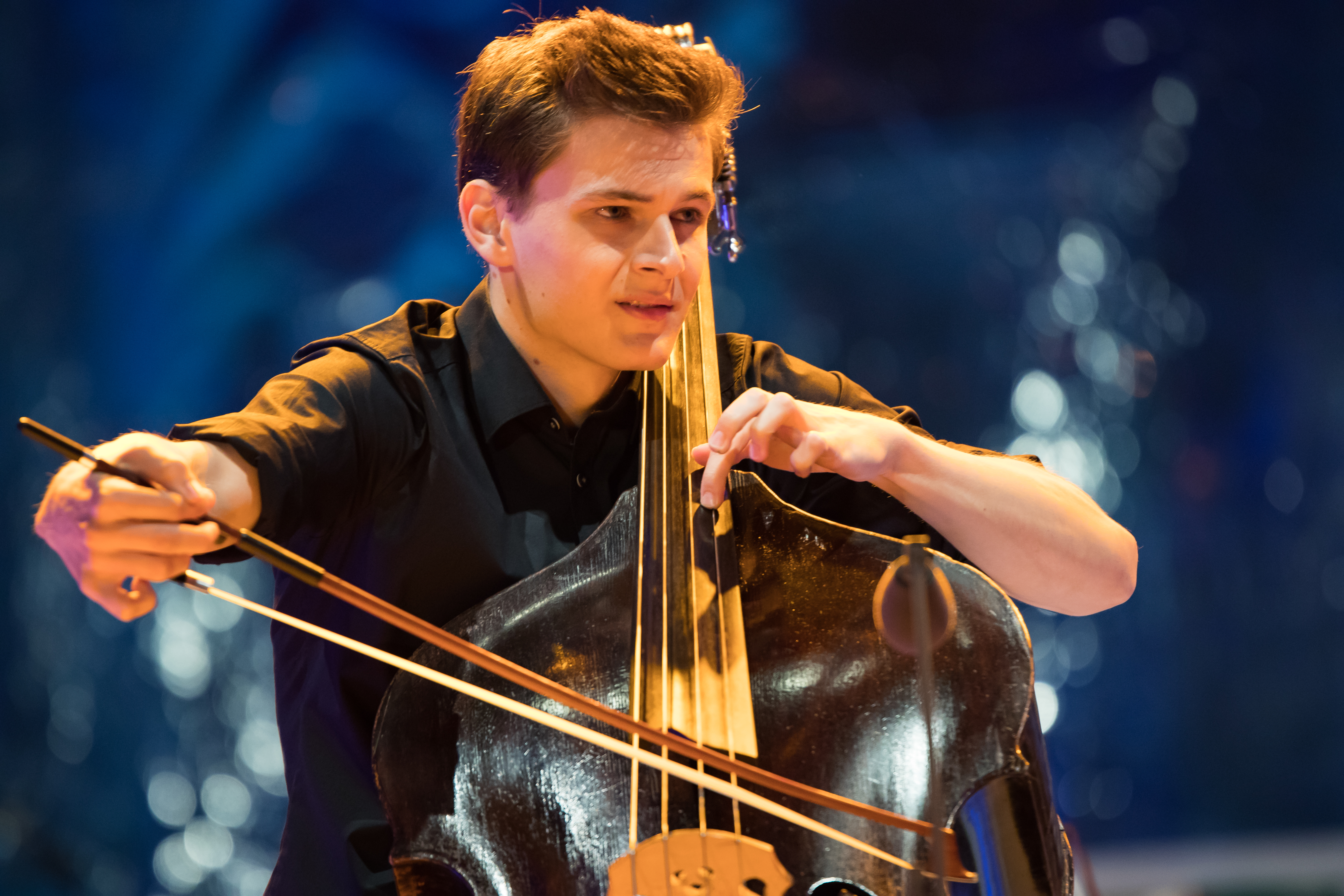
Домінік Вагнер у Кельні (2016)